# Kökönyös
Kökönyös Komló egyik városrésze.

## Története
A városrész története az 1949-es évre, illetve az 1950-es évek első felére nyúlik vissza. A városrészt azért építették, hogy a folyamatosan nyíló bányák és tárnák dolgozóinak lakhelyet adjon. Kökönyösben csak téglaépületek vannak. Eredetileg az 1970-es évek végén, az 1980-as évek elején le akarták bontani, mivel tervben volt Körtvélyes, és a mai méreténél jóval nagyobbra építették volna, de a bányák folyamatosan kezdtek bezárni, a város pénze fogyott, így nem volt szükséges teljesen kiépíteni. Így a tervből nem lett semmi.

## Jelen
A lakosainak összetétele főleg az 50 éven felettiekből tevődik össze. De a városrészt nagy számban lakják fiatalok is.
Ennek a szép környezetben fekvő városrésznek két része van, Kökönyös-Kelet, illetve Kökönyös-Nyugat.

## Közterületei
Kökönyös-Kelet: Bányász utca, Jó szerencsét utca, Ságvári Endre út, Radnóti Miklós utca, Pécsi út, Petőfi tér.
Kökönyös-Nyugat: Gorkij utca, Mikszáth Kálmán út, Móricz Zsigmond utca, Nagy László utca, Mecsekfalui út Kökönyösre eső része.

## Oktatás
A városrészben található a szakmunkásképző intézmény, a BMÖ. Nagy László Szakképző Iskola; a Gagarin Általános Iskola, valamint a Sallai úti óvoda, melyek most már egy fenntartás alatt léteznek, Kökönyösi Oktatási Központ néven.

## Tömegközlekedés
A Keleti városrészből indul a 13-as és 113-as járat. A 13-as járat az Autóbusz állomásig közlekedik, a 113-as pedig Zobák-aknáig, amely a járatok másik végállomása. A nagy járatritkítás óta nagyon ritkán közlekedik, munkanapokon 30 és 60 percenként, valamint másfél óránként, szabad-és munkaszüneti napokon átlag 60 percenként indul. A Nyugati városrészbe a 4, 5, 6, 7, 78B, 87 járatokkal lehet eljutni (5-ös járattal a Móricz Zs. utcánál, valamint a Gorkij utca megállóhelyeknél van lehetőség leszállni, a többi felsorolt járatnál Körtvélyes irányába a Móricz Zs. u. megállónál, Belváros irányába pedig a Mikszáth K. u. megállónál van lehetőség leszállni).